# 9K38 Igla
9K38 Igla je rusko/sovjetski lako-prijenosni protuzračni sustav s inafracrvenim navođenjem. Proizvodi se u tvrtki KBM od 1983. te nosi NATO naziv "SA-18 Grouse".

## Povijest
Razvoj Igla sustava započinje 1971. kako bi zamijenila stariji i manje pouzdan sustav Strela.
Česta je zabluda da je Igla samo poboljšana inačica Strele, no u stvarnosti se radi o puno naprednijem i pouzdanijem sustavu.
Glavni ciljevi novog projekta su bili, razviti PZO sustav s boljom otpornošću i boljim ciljanjem od prethodnog Strela sustava.
Tehnički problemi u početku razvoja su odmah ukazali na činjenicu da će razvoj sustava trajati duže od planiranog, no 1978. razvojni projekt se podijelio u dva dijela. Prvi je trebao nastaviti s razvojem pune funkcionalne Igle, dok je drugi trebao razviti jednostavniju Iglu temeljenu na prethodnoj Streli, te je ta pojednostavljena Igla trebala ući u proizvodnju i službu ranije.

### Igla-1
94310 Igla-1 sustav ulazi u službu u Sovjetskoj vojsci 11. travnja 1981. Glavne razlike, između Strele 3 i Igle, je što je Igla imala sustav identifikacije zrakoplova koji cilja, tako da ne bi došlo do slučajnog rušenja prijateljskog zrakoplova. Igla je i malo veća te ima bolje dizajnirana krilca pomoću kojih može pratiti okretnije zrakoplove. Da bi se smanjila mogućnost da raketa pođe za toplinskim protu-mjerama koje može izbaciti protivnički zrakoplov, opremljena je novim sustavom navođenja koji se hladi te tako omogućuje fiksiranost navođenja na prvotnu metu.

### Igla
9K38 Igla je inačica s potpunom opremom i dodacima te u službu ulazi 1983. Glavna unaprijeđenja u odnosu na Iglu-1 su, veća otpornost od ometanja, osjetljivije navođenje. Jedna od glavnih novosti je i mogućnost gađanja ciljeva u odlasku i u dolasku. Kod ranijih projektila zrakoplovi su se mogli gađati samo u odlasku kada vruće ispuhe okrenu prema sustavu. Igla je imala i veći domet te je ostatak svog goriva pri kontaktu s metom mogla koristiti kao dodatni eksploziv čineći veću štetu.
Uskoro je razvijena i inačica za mornaricu NATO oznake SA-N-10 Grouse.

## Inačice
Igla-1E -
- Izvozna inačica

Igla-1D -
- Inačica za jedinice padobarnaca i specijalnih postrojbi.

Igla-1V -
- Inačica dizajnirana za lansiranje iz zraka. Koristi se na borbenim helikopterima.

Igla-1N -
- Inačica s većom bojnom glavom ali manjom brzinom i dometom.

Igla-1S -
- Najnovija inačica s većim dometom, osjetljivijim navođenjem i većom količinom eksploziva.